# Il giudizio universale
Il giudizio universale és una pel·lícula de commedia all'italiana de 1961 del director italià Vittorio De Sica. Va ser coproduïda amb França.
Té un repartiment d'estrelles italià i internacional, incloent-hi els estatunidencs Jack Palance, Ernest Borgnine; la grega Melina Merkuri i els francesos Fernandel, Anouk Aimée i Lino Ventura.
La pel·lícula va ser un gran fracàs, massacrada per la crítica i el públic quan es va estrenar. Va ser filmat en blanc i negre, però l'última seqüència, el ball al teatre, és en color.

## Argument
Al matí d'un dia normal d'un Nàpols que comença a sentir efectes complexos i no sempre positius del boom econòmic, una veu estentòrica (Nicola Rossi-Lemeni) que sembla baixar del cel anuncia que "Als 18 comença el Judici Final!".
L'anunci es repeteix amb una insistència creixent, primer tractat amb menyspreu i després cada cop més aterridor. La trama està fragmentada en una sèrie d'escenaris i històries entrellaçades: la preparació del gran ball del duc a qui es demana tot Nàpols, la lluita per vestir-se als barris més pobres, el ric avorrit que festeja, un marit que accidentalment descobreix la seva dona amb el seu amant, una imaginació cínica que es guanya la vida venent nens a Amèrica, un jove de bona companyia és objecte de burles d'una població ferotge, la improbable defensa d'un lobbyista per part d'un advocat prolix De Sica), i l'impacte de la veu cada cop més misteriosa que sacseja la innovació d'aquesta varietat humana. Els que es penedeixen massa tard, aquell que es lliura a l'alegria boja, que fa gala d'una falsa indiferència.
Temps anunciat, la ciutat es veu impactada per una terrible riuada (la veu misteriosa que ja ha passat l'etapa de les sancions?) Després de la qual, amb gran solemnitat, comença i acaba, però, tan misteriosament com s'anuncia. Va sortir el sol, la gent es va precipitar al ball del Duc i aviat tot s'oblida, el so d'una irònica “Cançó de bressol”, encunyada poc abans per una hipòcrita i falsa esclavitud.

## Repartiment
- Alberto Sordi - Mercader de nens
- Vittorio Gassman - Cimino
- Anouk Aimée - Irene, l'esposa de Giorgio
- Fernandel - El vidu
- Nino Manfredi - Cambrer
- Silvana Mangano - Letizia Matteoni
- Paolo Stoppa - Giorgio
- Jaime de Mora y Aragón - Ambaixador
- Renato Rascel - Coppola
- Melina Mercouri - Dama estrangera
- Jack Palance - Matteoni
- Lino Ventura - El pare de Giovanna
- Elisa Cegani - La mare de Giovanna
- Vittorio De Sica - Advocat defensor
- Ernest Borgnine - el carterista
- Eleonora Brown - Giovanna
- Jimmy Durante - l'home del gran nas
- Franco Franchi i Ciccio Ingrassia - els homes aturats
- Domenico Modugno - el cantant
- Marisa Merlini - una mare
- Mike Bongiorno - ell mateix
- Akim Tamiroff - el director
- Maria Pia Casilio - la cambrera
- Alberto Bonucci - el convidat a casa de Matteoni
- Lamberto Maggiorani - un home pobre

## Producció
La pel·lícula és un intent de De Sica i Zavattini de tornar a la inspiració surrealista més que al neorrealista de Miracle a Milà, però precisament a les opcions de la grandesa de De Laurentiis significava que els actors napolitans estaven pràcticament absents en una pel·lícula sobre Nàpols.
El tema i el guió de la pel·lícula són de Cesare Zavattini i la pel·lícula es caracteritza per la presència de nombrosos actors "d'alt perfil", desitjats pel productor Dino De Laurentiis, que pretenia replicar l'èxit de La ciociara amb una pel·lícula completament diferent, però amb la mateixa parella d'autor-director provada..
Algunes escenes foren rodades al Monte Terminillo.